# Cantonul Neuilly-en-Thelle
Cantonul Neuilly-en-Thelle este un canton din arondismentul Senlis, departamentul Oise, regiunea Picardia, Franța.

## Comune
| Comune               | Populație (1999) | Cod poștal | Cod INSEE |
| -------------------- | ---------------- | ---------- | --------- |
| Balagny-sur-Thérain  | 1 418            | 60250      | 60044     |
| Belle-Église         | 561              | 60540      | 60060     |
| Boran-sur-Oise       | 2 123            | 60820      | 60086     |
| Chambly              | 9 138            | 60230      | 60139     |
| Cires-lès-Mello      | 3 585            | 60660      | 60155     |
| Crouy-en-Thelle      | 988              | 60530      | 60185     |
| Dieudonné            | 836              | 60530      | 60197     |
| Ercuis               | 1 566            | 60530      | 60212     |
| Foulangues           | 167              | 60250      | 60249     |
| Fresnoy-en-Thelle    | 818              | 60530      | 60259     |
| Le Mesnil-en-Thelle  | 2 089            | 60530      | 60398     |
| Morangles            | 294              | 60530      | 60429     |
| Neuilly-en-Thelle    | 3 064            | 60530      | 60450     |
| Puiseux-le-Hauberger | 790              | 60540      | 60517     |
| Ully-Saint-Georges   | 1 819            | 60730      | 60651     |